# Harrachov
Harrachov (deutsch Harrachsdorf) ist eine Landstadt am Flüsschen Mumlava (Mummel) in Tschechien. Sie befindet sich auf 665 m Höhe am Westrand des Riesengebirges direkt an der Grenze zu Polen. Oberhalb der Stadt befindet sich der Mummelfall. Harrachov ist ein bedeutendes Wintersportzentrum mit Abfahrtshängen und Langlaufloipen. International bekannt ist die Stadt durch die Sprungschanzenanlage Čerťák mit einer der weltweit fünf Skiflugschanzen.

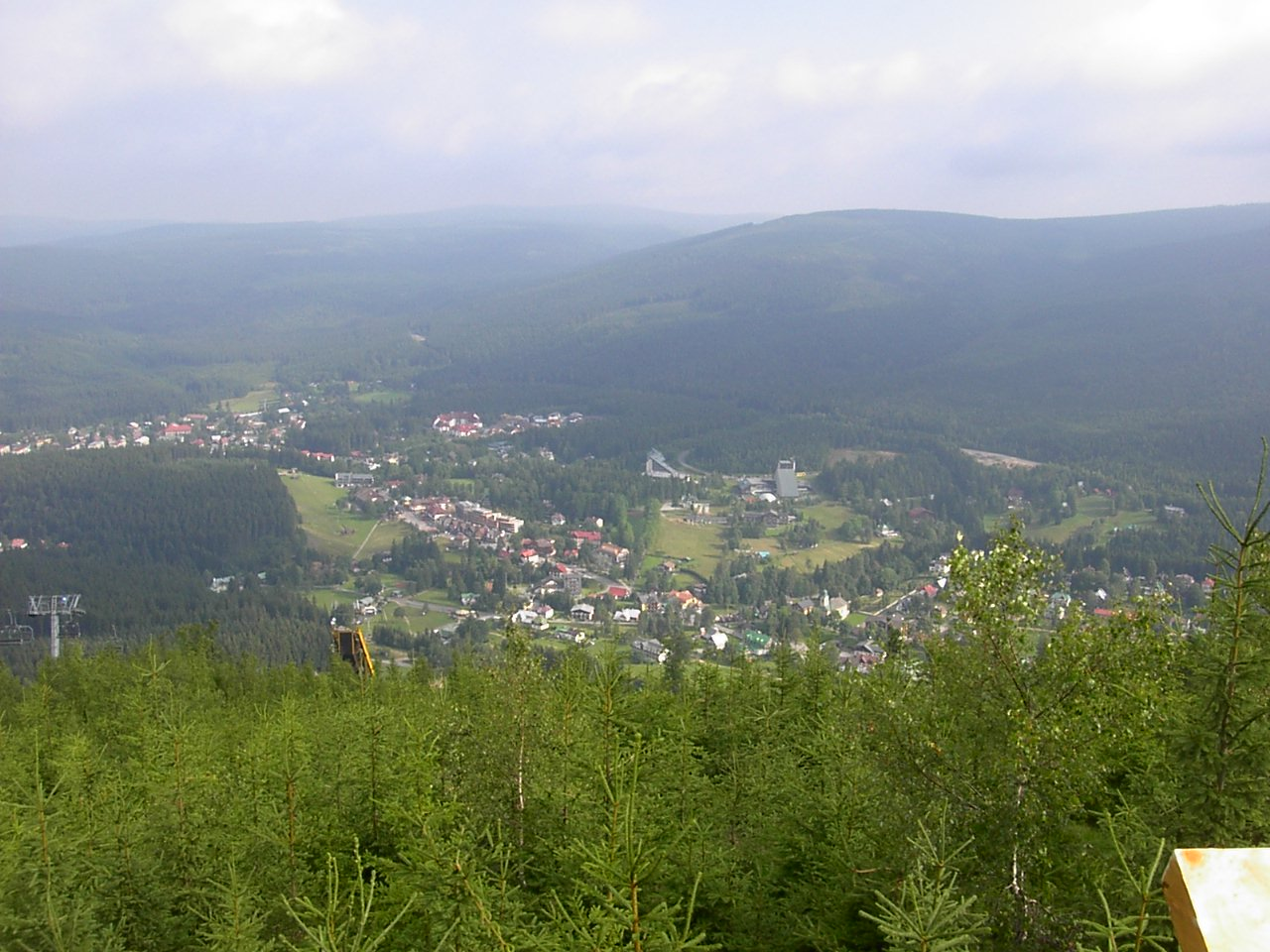
Blick auf Harrachov

## Geschichte
Die Existenz der Gemeinde Harrachsdorf ist seit dem 17. Jahrhundert dokumentiert. Der ursprünglich Dörfl genannte Ort wurde im 18. Jahrhundert in Harrachsdorf umbenannt. Im Jahre 1712 erhielt Elias Müller aus Seifenbach (Rýžoviště) durch Aloys Thomas Raimund von Harrach das Privileg zur Errichtung einer Glashütte im Neuen Wald, um die eine Siedlung entstand, die zunächst den Namen Grünwald, später Neuwald und ab 1863 Neuwelt trug. Ab der Mitte des 19. Jahrhunderts bildete Harrachsdorf eine Gemeinde im Gerichtsbezirk Rochlitz an der Iser. In den 1930er Jahren erfolgte die Eingemeindung von Neuwelt (Nový Svět) und Seifenbach nach Harrachsdorf. Nach dem Zweiten Weltkrieg wurden die Ortschaften Nový Svět und Rýžoviště eingemeindet. Seit 1973 ist Harrachov eine Stadt. Zum Jahresbeginn 2021 wechselte die Stadt aus dem Okres Semily in den Okres Jablonec nad Nisou.

### Gebietstausch mit Polen

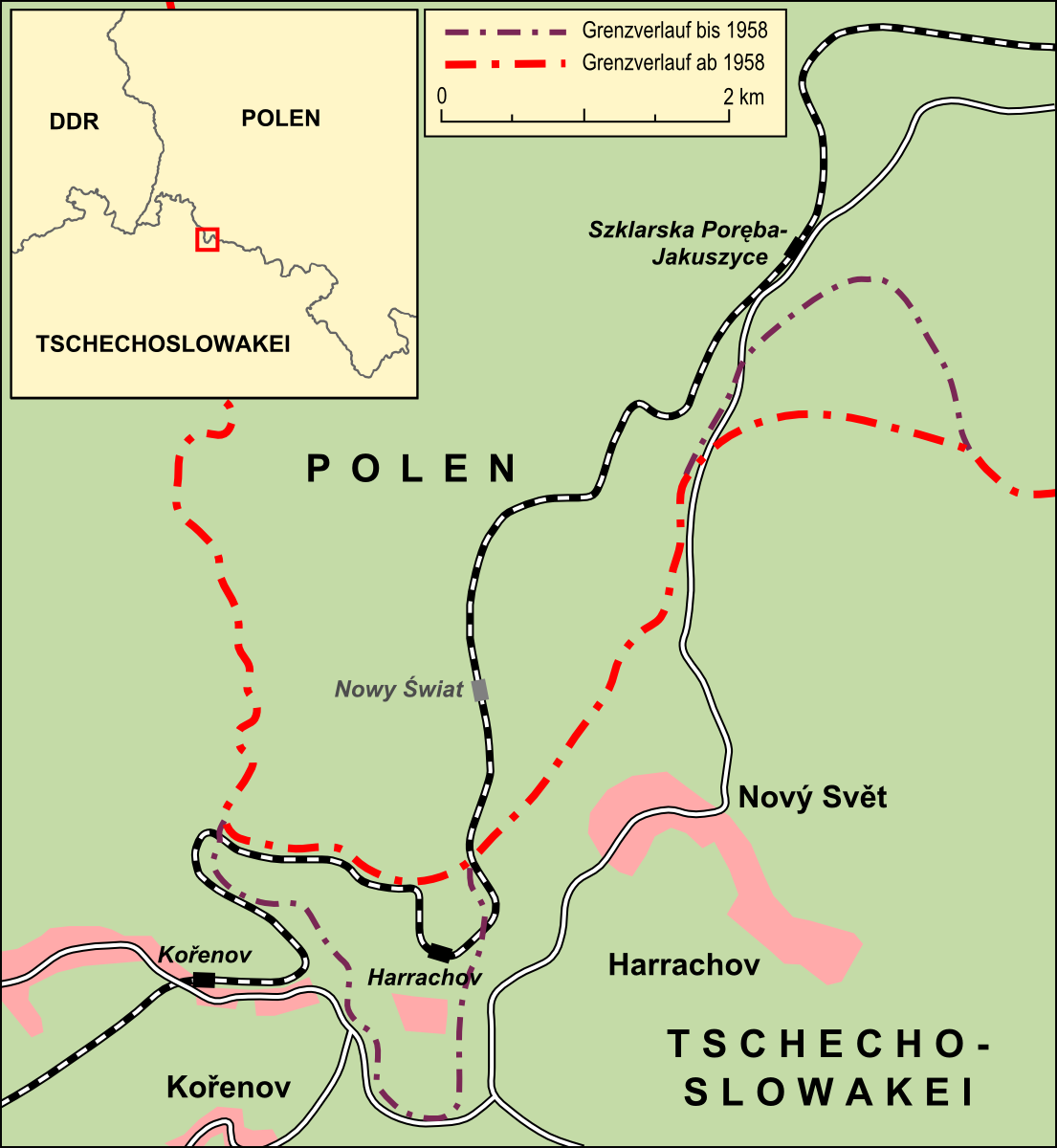
Gebietsaustausch mit Polen 1958

1959 wurden die Häuser an der Bahnstrecke nach Kořenov (und weiter nach Tanvald (Tannwald)) nach Harrachov eingemeindet. Diese Siedlung mit dem Namen Mýtiny (Strickerhäuser, polnisch Tkacze) lag früher in Niederschlesien und gehörte seit 1945 zu Polen. Sie wurde im Austausch gegen ein gleich großes Gebiet am Mrtvý vrch (Todtenberg) östlich von Jakuszyce (Jakobsthal) vom tschechoslowakischen Staat erworben.

## Gemeindegliederung
Die Stadt Harrachov besteht aus den Ortsteilen Harrachov (Harrachsdorf), Mýtiny (Strickerhäuser), Nový Svět (Neuwelt) und Ryžoviště (Seifenbach). Grundsiedlungseinheiten sind Harrachov und Ryžoviště. Zu Harrachov gehört außerdem die Ansiedlung Janov (Johannesthal).

## Wappen
Das Wappen der Stadt Harrachov/Harrachsdorf ist das Wappen der Herren von Harrach, den Namensgebern des Ortes und erinnert an die Bedeutung der Familie für die wirtschaftliche Entwicklung der Stadt.

## Wirtschaft

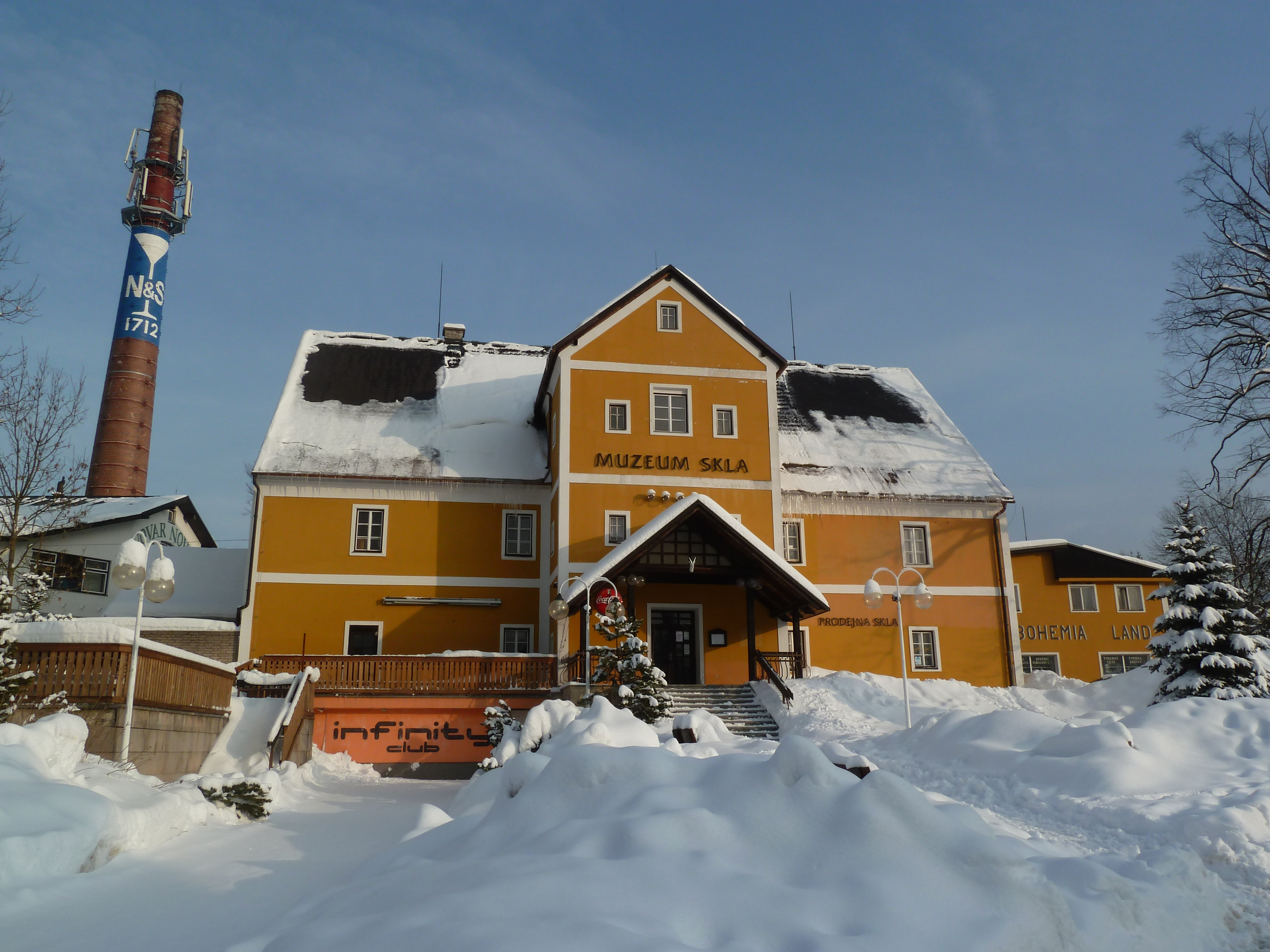
Glasmuseum

Die Glasbläserei hat überall in den Wäldern der Sudeten Tradition. Bereits zu Beginn des 18. Jahrhunderts wurde in Harrachov die erste Glashütte gegründet. 1754 wurde sie vom Grafen Harrach erworben. Sie erlangte große Berühmtheit in ganz Europa; noch heute wird in Harrachov Glasherstellung betrieben. Davon zeugt auch das Glasmuseum in einem 1994 rekonstruierten Herrenhaus in der Nähe der Glasfabrik in Nový Svět.
Der bei Weitem wichtigste Wirtschaftsfaktor ist inzwischen jedoch der Tourismus. Besonders im Winter, aber auch im Sommer kommen zahlreiche Gäste aus Tschechien, Polen, Deutschland sowie aus den Niederlanden.

## Verkehr
Der oben erwähnte Gebietstausch ermöglichte den Bau eines Bahnhofs für Harrachov an der Bahnstrecke Jelenia Góra–Kořenov (Hirschberg–Polaun). Dieser ging im Jahr 1963 in Betrieb. Der grenzüberschreitende Verkehr ins heutige Polen, der kurz nach dem Zweiten Weltkrieg eingestellt worden war, wurde im August 2010 wieder aufgenommen.
Die Europastraße 65 verbindet Harrachov im Südwesten mit Turnov und Prag. Im Norden führt sie durch das Tal der Mitmitz zum Grenzübergang nach Polen, über den 886 m hohen Neuweltpass (tschechisch Novosvětský průsmyk, polnisch Przełęcz Szklarska) nach Szklarska Poręba und endet in Stettin.

## Sport und Tourismus

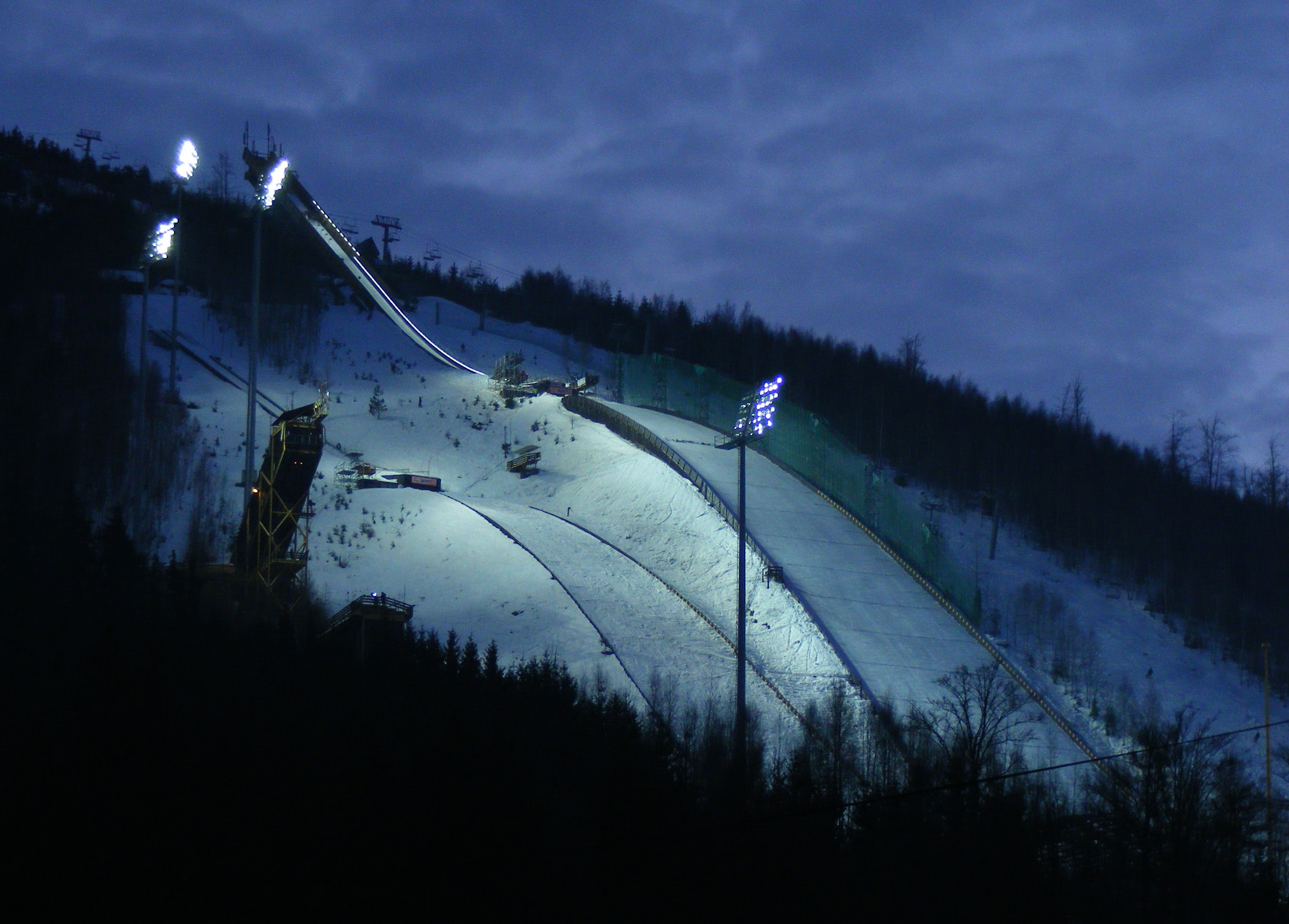
Skischanzen Čerťák in Harrachov

Harrachov besitzt mit den Čerťák-Anlagen Skisprungschanzen in verschiedenen Größen sowie eine Skiflugschanze. Hier fand zuletzt 2014 die Skiflug-Weltmeisterschaft statt.
Durch Harrachov verläuft der Bergwanderweg Eisenach–Budapest. In der Stadt befindet sich ein Bergbaumuseum mit befahrbarem Stollen, ein Glasmuseum und ein Skimuseum sowie eine Kleinbrauerei und diverse Freizeitanlagen.

## Partnerstädte
- Frenštát pod Radhoštěm (Tschechien)

## Persönlichkeiten
- Zdenko Lobkowitz (1858–1933), aus der fürstlichen Familie Lobkowitz, Offizier, starb hier
- Franz Palme (1865–1948), sozialdemokratischer Politiker
- Josef Barth (1869–1910), österreichischer Gewerkschafter und Politiker
- Kurt Groß (1912–1977), österreichischer Jurist, nationalsozialistischer Politiker
- Josef Kahl (1913–1942), Skispringer
- Franz Knappe (1921–2017), Skispringer